# Le Ménil (Épinal)
Le Ménil és un municipi francès a l’arrondissement d'Épinal (departament dels Vosges, regió de Gran Est). L'any 2007 tenia 1.191 habitants. L'etimologia del nom actual del poble prové de mansionile, que en francès antic designava una «casa de pagès»

## Demografia

### Població
El 2007 la població de fet de Le Ménil era de 1.191 persones. Hi havia 475 famílies, de les quals 125 eren unipersonals (65 homes vivint sols i 60 dones vivint soles), 165 parelles sense fills, 129 parelles amb fills i 56 famílies monoparentals amb fills.
La població ha evolucionat segons el següent gràfic:

### Habitatges
El 2007 hi havia 751 habitatges, 493 eren l'habitatge principal de la família, 196 eren segones residències i 63 estaven desocupats. 602 eren cases i 142 eren apartaments. Dels 493 habitatges principals, 365 estaven ocupats pels seus propietaris, 106 estaven llogats i ocupats pels llogaters i 22 estaven cedits a títol gratuït; 1 tenia una cambra, 38 en tenien dues, 64 en tenien tres, 100 en tenien quatre i 290 en tenien cinc o més. 419 habitatges disposaven pel capbaix d'una plaça de pàrquing. A 214 habitatges hi havia un automòbil i a 239 n'hi havia dos o més.

### Piràmide de població
La piràmide de població per edats i sexe el 2009 era:
| Homes | Edats   | Dones |
| ----- | ------- | ----- |
| 0     | 95 o +  | 4     |
| 0     | 90 a 94 | 0     |
| 8     | 85 a 89 | 8     |
| 4     | 80 a 84 | 12    |
| 12    | 75 a 79 | 16    |
| 16    | 70 a 74 | 32    |
| 28    | 65 a 69 | 36    |
| 32    | 60 a 64 | 20    |
| 40    | 55 a 59 | 32    |
| 52    | 50 a 54 | 60    |
| 68    | 45 a 49 | 40    |
| 20    | 40 a 44 | 32    |
| 48    | 35 a 39 | 32    |
| 28    | 30 a 34 | 20    |
| 36    | 25 a 29 | 28    |
| 36    | 20 a 24 | 28    |
| 28    | 15 a 19 | 48    |
| 44    | 10 a 14 | 16    |
| 52    | 5 a 9   | 28    |
| 20    | 0 a 4   | 20    |

## Economia
El 2007 la població en edat de treballar era de 808 persones, 596 eren actives i 212 eren inactives. De les 596 persones actives 546 estaven ocupades (305 homes i 241 dones) i 50 estaven aturades (27 homes i 23 dones). De les 212 persones inactives 75 estaven jubilades, 62 estaven estudiant i 75 estaven classificades com a «altres inactius».

### Ingressos
El 2009 a Le Ménil hi havia 497 unitats fiscals que integraven 1.186 persones, la mediana anual d'ingressos fiscals per persona era de 17.640 €.

### Activitats econòmiques
Dels 47 establiments que hi havia el 2007, 1 era d'una empresa extractiva, 2 d'empreses alimentàries, 1 d'una empresa de fabricació de material elèctric, 4 d'empreses de fabricació d'altres productes industrials, 13 d'empreses de construcció, 4 d'empreses de comerç i reparació d'automòbils, 4 d'empreses de transport, 7 d'empreses d'hostatgeria i restauració, 1 d'una empresa financera, 3 d'empreses immobiliàries, 2 d'empreses de serveis, 2 d'entitats de l'administració pública i 3 d'empreses classificades com a «altres activitats de serveis».
Dels 14 establiments de servei als particulars que hi havia el 2009, 1 era un taller de reparació d'automòbils i de material agrícola, 1 paleta, 3 guixaires pintors, 3 fusteries, 2 lampisteries, 2 electricistes, 1 perruqueria i 1 restaurant.
Dels 3 establiments comercials que hi havia el 2009, 1 era una botiga de menys de 120 m² i 2 carnisseries.
L'any 2000 a Le Ménil hi havia 22 explotacions agrícoles que ocupaven un total de 304 hectàrees.

## Equipaments sanitaris i escolars
El 2009 hi havia 1 escola maternal i 1 escola elemental.

## Poblacions properes
El següent diagrama mostra les poblacions més properes.